# Амбіцький Мирон Іванович
Миро́н Іва́нович Амбі́цький  (нар. 18 листопада 1928, Прусік) — український різьбяр, скульптор; член Спілки радянських художників України з 1961 року. Брат скульптора Юрія Амбіцького. Батько художниці Лілеї Квасниця-Амбіцької.

## Біографія
Народився 18 листопада 1928 року в селі Прусіку (нині Сяноцького повіту Підкарпатського воєводства Польщі). Походив із династії лемківських народних різьбярів. З 1945 року жив в Україні.
Упродовж 1946—1951 років навчався у Львівському училищі прикладного мистецтва. З 1957 року — художник-монументаліст Львівського художньо-виробничого комбінату. 1965 року закінчив Львівський інститут прикладного мистецтва, де навчався у Михайла Курилича, Івана Якуніна, Я. Ільгурского, М. Смирнова.
Жив у будинку на вулиці Львівській, № 14 у селі Сокільниках Пустомитівського району Львівської області. 1990 року нагороджений Почесною грамотою Верховної Ради УРСР.

## Творчість
Розвиваючи традиції лемківського різьблення створив разом зі своїм братом скульптурні низку скульптурних композицій, зокрема:
- «Колгоспні змагання» (1960);
- Горельєф «Гайдамаки» (1961);
- «Будьоннівці під Львовом» (1962);
- «Було колись на Вкраїні» (1964; Національний музей Тараса Шевченка);
- «Нащадки Довбуша» (1967);
- «Пам'ятка львівської архітектури», плакета (не пізніше 1974)[2];
- «За владу Рад», барельєф (не пізніше 1974)[3];
- «С. Марченко», медаль (не пізніше 1974)[4];
- «Заслужені Артистки УРСР сестри Байко» (1975, мідь, гальванопластика, 100×66×32, співавтор Василь Одрехівський)[5];
- «Карпатський рейд» (1975, дерево, 85×200×35)[6];
- «Танок» (1975, дерево, 145×90×65)[7];
- Портрет Героя Радянського Союзу П. Дяченка (1975, гальванопластика, 50×30×30).[7];
- «На світанку сина проводжала мати» (1977, дерево, 80×80×35)[8];
- «Пісня» (1979, дерево, 100×66×30)[7];
- «Весна» (1982, тонований гіпс, 80×60×30)[9];
- ажурний рельєф «За життя»  (1982, тонований гіпс, 70×90×15)[10];
- «Нескорений» (1985, дерево, 90×60×70)[11];
- «У батьковій кузні» (1986, тонований гіпс, 80×50×37)[12];
- ювілейна медаль до дня народження Івана Франка (1986, гальванопластика, діаметр 24)[12];
- ювілейна медаль «Іван Франко» (1986, гальванопластика, діаметр 13)[12];
- ювілейна медаль «Лупайте сю скалу» (1986, гальванопластика, діаметр 13).[12];
- «Козак-характерник» (2008, дерево, 60×50×50)[13];
- «Берізка» (2009, дерево, різьба, 60×10×10)[14];
- «Світанок» (2011, дерево, різьба, метал, 85×12×10)[15].

монументальні роботи
- пам'ятний знак депутатові Верховної Ради СРСР Ганні Гоголь у селі Черче Івано-Франківської області (1979, співавтор Мирон Амбіцький, архітектор Володимир Блюсюк)[16];
- скульптурне оформлення фірмового магазину і кафетерія «Карпаты» в Ростові-на-Дону[17];
- пам'ятник Тарасові Шевченку (1996);
- пам'ятник «Борцям за волю України» у селі Сокільниках Львівської області (1999);
- меморіальна плита В'ячеславові Чорноволу (2001).

Брав участь у обласних, всеукраїнських, всесоюзних, зарубіжних виставках з 1957 року, зокрема у республіканських і всеукраїнській у Києві у 1961, 1964, 1999 роках; виставках «Українське народне декоративне мистецтво»: у Франції у 1957 році, Угорщині і Німеччині у 1965 році, Канаді у 1967 році. У 1962 році отримав 2-гу премію на республіканському конкурсі сувенірів. 2003 року став лауреатом Львівської обласної премії імені Івана Труша в газузі живопису, графіки та скульптури.
Крім вище згаданого музею, роботи збергігаються у Національному музеї українського народного декоративного мистецтва у Києві, Канівському музеї Тараса Шевченка, Харківському етнографічному музеї, Національному музеї та Музеї етнографії у Львові. Близько 20 творів братів придбало Міністерство культури України.